# Fedja Klavora
Fedja Klavora, slovenski politik in arhitekt,  * 8. januar 1940, Ljubljana.
Med letoma 1990 in 1991 je bil član Republiške skuščine - zbora občin. Med letoma 1992 in 1997 pa član Državnega sveta Republike Slovenije.